# 1927-es magyar úszóbajnokság
Az 1927-es magyar úszóbajnokság valamennyi versenyszámát Budapesten rendezték meg.

## Eredmények

### Férfiak
| Versenyszám                                 | Arany                                                             | Arany                                                             | Ezüst                                                             | Ezüst                                                             | Bronz                                                             | Bronz                                                             |
| ------------------------------------------- | ----------------------------------------------------------------- | ----------------------------------------------------------------- | ----------------------------------------------------------------- | ----------------------------------------------------------------- | ----------------------------------------------------------------- | ----------------------------------------------------------------- |
| 100 m gyorsúszás Döntő: augusztus 15.       | Bárány István MOVE Eger                                           | 1:01,8                                                            | Wanié Rezső Szeged                                                | 1:03,4                                                            | Bonk László III. kerületi TVE                                     | 1:08,0                                                            |
| 200 m gyorsúszás Döntő: augusztus 7.        | Bárány István MOVE Eger                                           | 2:26,2                                                            | Tarródi Szigritz Géza MOVE Eger                                   | 2:27,4                                                            | Wanié András Szeged                                               | 2:28,0                                                            |
| 400 m gyorsúszás Döntő: augusztus 14.       | Fehér István Jászapáti Összetartás                                | 5:28,6                                                            | Wanié András Szeged                                               | 5:28,8                                                            | Tarródi Szigritz Géza MOVE Eger                                   | 5:33,0                                                            |
| 800 m gyorsúszás Döntő: július 31.          | Fehér István Jászapáti Összetartás                                | 11:28,6                                                           | Bitskey Zoltán MOVE Eger                                          | 11:48,4                                                           | Halassy Olivér Újpesti TE                                         | 11:51,0                                                           |
| 1500 m gyorsúszás Döntő: augusztus 15.      | Halassy Olivér Újpesti TE                                         | 22:29,6                                                           | Fehér István Jászapáti Összetartás                                | 22:30,2                                                           | Eperjessy Béla Ferencvárosi TC                                    | 23:15,0                                                           |
| 100 m hátúszás Döntő: augusztus 15.         | Ullrich János Csabai AK                                           | 1:17,8                                                            | Bitskey Aladár Ludovika ASE                                       | 1:18,4                                                            | Bartha Károly Nemzeti SC                                          | 1:19,6                                                            |
| 100 m mellúszás Döntő: augusztus 7.         | Wondrowitz Wien                                                   | 1:23,0                                                            | Hollósi Frigyes Nemzeti SC                                        | 1:23,2                                                            | Kövesi László MTK                                                 | 1:23,4                                                            |
| 200 m mellúszás Döntő: augusztus 15.        | Hollósi Frigyes Nemzeti SC                                        | 3:02,8                                                            | Tapolczai János Tatabányai SC                                     | 3:05,6 mp                                                         | Hegedűs István BEAC                                               | 3:06,8                                                            |
| Folyambajnokság Döntő: július 21.           | Páhok István MTK                                                  | 39:38                                                             | Halassy Olivér Újpesti TE                                         | 39:58                                                             | Geöcze János OTE                                                  | 41:02                                                             |
| Folyambajnokság csapat Döntő: július 21.    | MTK Páhok Hornonnai II. Hollósi II. Karácsony Serényi             | 33 pont                                                           | Újpesti TE Halassy Olivér Németh Haraszti Angyal László           | 36 pont                                                           | MAC Histek Krecsmer Ivády Ugron Kacser                            | 115 pont                                                          |
| 4 × 200 m gyorsváltó Döntő: augusztus 15.   | MOVE Eger Sesztay Bitskey Tarródi Szigritz Géza Bárány István     | 10:23,8                                                           | Szegedi UE Brenner Herendi Wanié András Wanié Rezső               | 10:31,6                                                           | III. kerületi TVE Dobos Bonk Czelle Holba                         | 11:03,4                                                           |
| 3 × 100 m vegyes váltó Döntő: augusztus 14. | A győztes a szintidőt nem teljesítette, így nem avattak bajnokot! | A győztes a szintidőt nem teljesítette, így nem avattak bajnokot! | A győztes a szintidőt nem teljesítette, így nem avattak bajnokot! | A győztes a szintidőt nem teljesítette, így nem avattak bajnokot! | A győztes a szintidőt nem teljesítette, így nem avattak bajnokot! | A győztes a szintidőt nem teljesítette, így nem avattak bajnokot! |

### Nők
| Versenyszám                              | Arany                                                             | Arany                                                             | Ezüst                                                             | Ezüst                                                             | Bronz                                                             | Bronz                                                             |
| ---------------------------------------- | ----------------------------------------------------------------- | ----------------------------------------------------------------- | ----------------------------------------------------------------- | ----------------------------------------------------------------- | ----------------------------------------------------------------- | ----------------------------------------------------------------- |
| 100 m gyorsúszás Döntő: augusztus 15.    | Sipos Margit Nemzeti SC                                           | 1:22,6                                                            | Stieber Sarolta MAC                                               | 1:22,8                                                            | Virág Éva III. kerületi TVE                                       | 1:25,4                                                            |
| 100 m hátúszás Döntő: augusztus 14.      | A győztes a szintidőt nem teljesítette, így nem avattak bajnokot! | A győztes a szintidőt nem teljesítette, így nem avattak bajnokot! | A győztes a szintidőt nem teljesítette, így nem avattak bajnokot! | A győztes a szintidőt nem teljesítette, így nem avattak bajnokot! | A győztes a szintidőt nem teljesítette, így nem avattak bajnokot! | A győztes a szintidőt nem teljesítette, így nem avattak bajnokot! |
| 100 m mellúszás Döntő: augusztus 14.     | Benkő Margit Pannónia UE Sopron                                   | 1:35,4                                                            | Molnár Ella Baja                                                  | 1:38,2                                                            | Gombos Magda Újpesti TE                                           | 1:41,6                                                            |
| Folyambajnokság Döntő: július 21.        | Stieber Sarolta MAC                                               | 46:25                                                             | Raichle Nóra MAC                                                  | 47:10                                                             | Ulbing Gizella MUE                                                | 49:23                                                             |
| Folyambajnokság csapat Döntő: július 21. | MAC Stieber Sarolta Raichle Nóra Fedák Ágota                      | 15 pont                                                           | MUE Ulbing Gizella Pető Piroska Schwartz Magda                    | 17 pont                                                           | Újpesti TE Fekete Elza Vámos Márta Hofmann Ilona                  | 20 pont                                                           |
| 3 × 100 m vegyes Döntő: július 31.       | MUE Bencze Irén Szőke Katalin Kraszner Vilma                      | 4:50,2                                                            | NSC Feszt Franciska Steiner Lilly Sipos Margit                    | 4:58,6                                                            | –                                                                 |                                                                   |

Női 100 m gyorson a verseny (1:24,8) majd az újraúszás (1:23,4) után is holtverseny volt az első helyen. A bajnoki címet egy harmadik futamban döntötték el.